# LEGO
LEGO® (tudi The LEGO Group, uradni zapis LEGO) je dansko podjetje,s sedežem v Billundu na Danskem,  ki je postalo znano predvsem po izdelavi priljubljenih kock LEGO. Kocke LEGO so izdelane po principu sestavljanke, pri kateri lahko sestavljamo pisane kocke, zobnike, figurice in druge delčke. Na ta način lahko ustvarimo modele skoraj vseh možnih oblik. Beseda Lego je izpeljana iz danskega leg godt, kar pomeni dobra igra. Izraz lego pa v latinščini pomeni »sestavljati«. Istoimensko podjetje jih je leta 1958 patentiralo. 
Kocke LEGO so ena najbolj priljubljenih igrač zadnjih desetih let. Svoj vrhunec so dosegle okoli leta 2000, ko je njihova prodaja podrla vse rekorde. Popularnost kock gre pripisati revolucionarnemu sistemu, saj omogoča sestavljanje praktično katerih koli dveh kock. To pomeni, da je možno sestaviti skoraj neskončno število različnih kombinacij, kar zelo pripomore k razvoju otrokove domišljije in ustvarjalnosti. K vsaki škatli kock so priložena slikovna navodila za sestavljanje in dodatne slike, ki otroka vzpodbujajo k uporabi domišljije.
Kocke so narejene iz kvalitetne plastike in so ob normalni uporabi izredno vzdržne. Namenjene so ljudem različnih starosti, in sicer otrokom in tudi odraslim.
V Sloveniji deluje ena certificirana trgovina LEGO, ki je bila odprta leta 2016.

## Zgodovina
Danski mizarski mojster Ole Kirk Christiansen (7. april 1891 – 11. marec 1958) je leta 1932 ustanovil podjetje, kjer so izdelovali lesene igrače. Leta 1934 je podjetju nadel ime LEGO. 
Leta 1949 so trgu predstavili kocke LEGO, narejene iz visokokakovostnih umetnih snovi. Na zgornji strani novejših kock so čepki, spodnja stran pa je bila sprva votla, zaradi česar so bili modeli dokaj nestabilni. Stabilnost so povečali s tem, da so v notranjost kock dodali votle valjčke. Poleg standardnih kock se je družina Christiansen ukvarjala tudi z razvojem alternativnih izdelkov. Po letu 1967 so izdelovali tudi sestavne dele za obveščevalne in informacijske table, ki so jih uporabljali tudi v bolnišnicah. Sredi 50. let 19. stoletja je Gerhard Kirk, sin Oleja Kirka Christiansena, ustanovil podjetje BOLIfix, ki je poleg lesenih igrač izdelovalo tudi neke vrste orodje po sistemu sestavljanke.
Moto podjetja "det bedste er ikke for godt" (Le najboljše je dovolj dobro), je zasnoval Ole Kirk z namenom spodbuditi delavce, naj ne popuščajo pri kvaliteti. Moto podjetja je v uporabi še danes.
Stalno so povečevali paleto izdelkov, ji tako dodali plošče in poševne dele za strehe, kasneje tudi kolesa, prozorne kocke in figurice. Sedaj obstaja že na tisoče različnih kock in drugih sestavnih delov, ki jih lahko sestavljamo na skoraj vse možne načine.
Leta 2003 je podjetje utrpelo velike izgube (od 180 do 190 milijonov evrov in iygubo 500 delovnih mest). Vzrok so bile usodne napake v vodenju podjetja, saj so opustili prodajo klasičnih tematskih izdelkov za otroke, kot npr. uveljavljena blagovna znamka Duplo in klasična tema Legoland (mesto). Stagnirala je tudi prodaja modnih in sprva uspešnih tem Star Wars in Harry Potter. Rešitev je podjetje našlo v prodaji za LEGO ne tako zelo tipične serije izdelkov Bionicle. Eden od izdelkov te serije je bil celo med desetimi najbolj prodajanimi božičnimi darili v ZDA. Začetek leta 2005 so v prodajo ponovno uvedli že prej poznane in uveljavljene teme in s tem zmanjšali izgubo na 13,2 milijona evrov.
Prav tako so morali popolnoma spremeniti nabavno logistiko. Za podjetje je to pomenilo, da bodo naslednja tri leta brez rasti. Največjo spremembo so naredili na začetku dobavne poti, pri naročanju. Pred prenovo, so oblikovalci sami naročali materijale pri svojih najljubših dobaviteljih. Zaradi tega, je podjetje imelo več kot 11.000 različnih dobaviteljev. To je bilo zelo drago, neučinkovito in negativno je vplivalo na ostalo dobavno pot. Zato so barvno paleto skrajšali od 100 do 50 barv in omejili razpon možnih figuric. Zaprli so tudi vsa skladišča po evropi in jih prmaknili v Prago, kjer stoji glavni distribucijski center.

## Izdelki in serije izdelkov

### Figure
Leta 1974 so začeli prodajati delčke za sestavo človeških figuric. Deli za glave in roke so bili vrtljivi, deli teles pa narejeni iz običajnih kock. Še istega leta so trgu predstavili manjše figurice z vrtljivo glavo brez obraza in z nepremikajočimi rokami in nogami. Leta 1978 so izdelali novejše figurice, imenovane minifigure, velikosti 42 mm in snemljivimi okončinami in glavo, ki so bile že zelo podobne današnjim. Ti delčki so bili na telo figurice pritrjeni s posebnim zatičem, zato se jih je dalo poljubno odstraniti in zamenjati.

### Vrste kock
- Lego primo: najenostavnejša oblika kock, ki pa jih v trgovinah več ne prodajajo.
- Lego duplo: kocke so namenjene otrokom od drugega leta starosti dalje.
- Lego: kocke so namenjene otrokom od petega leta starosti dalje.
- Lego tehnic: so zahtevnejša oblika kock, namenjenim ljudem, ki imajo raje tehniko.

### Digitalni izdelki
Leta 2011 je podjetje lansiralo igro imenovano Life of George, ki je združevala fizične lego kocke in mobilno aplikacijo. Preko nje so otroci reševali probleme z mešanico fizične in digitalne igre. Nato so leta 2014 preskusili Lego Fusion, aplikacijo, ki je dovolila skeniranje fizičnih lego kock. Zaradi tega uspešnega poskusa so leta 2015 izdali Lego Dimensions, znanstvenofantastično videoigro z liki iz znanih franšiz kot so Nazaj v prihodnost, Ghostbusters in Simpsonovi. Igra je vključevala fizične figurice, ki so jih morali igralci sestaviti sami in nato uporabiti v digitalni obliki. To je pokazalo, da ima LEGO velike, skoraj neomejene možnosti v digitalizaciji izdelkov.
Po uspešni implementaciji digitalizacije, so se odločili vključiti ljubitelje LEGO izdelkov v razvoj novih izdelkov. Tako so predstavili LEGO Ideas, spletno platformo preko katere je bilo mogoče predlagati nove konstrukcije z že obstoječimi sestavnimi deli. To je doprineslo velik vspeh saj je vidno skrajšalo postopek izdelave novih izdelkov. Najpopularneje ideje so bile nato izdane in kreator je bil poplačan z majhnim deležem prihodka od prodaje.

## Galerija slik
- Helikopter
- Kombajn
- Športni avtomobil
- Reševalna ladja
- Hitri potniški vlak

## Filmi
- Lego Film (2014)
- Lego Batman Film (2017)
- Lego Ninjago Film (2017)
- Lego Film 2 (2019)